# Authume
Authume é uma comuna francesa na região administrativa de Borgonha-Franco-Condado, no departamento de Jura. Estende-se por uma área de 7,52 km². Em 2010 a comuna tinha 841 habitantes (densidade: 111,8 hab./km²).